# Bat Chefer
Bat Chefer (hebrejsky בַּת חֵפֶר, doslova „Dcera Cheferu“, v oficiálním přepisu do angličtiny Bat Hefer) je obec typu společná osada (jišuv kehilati) v Izraeli, v Centrálním distriktu, v Oblastní radě Emek Chefer.

## Geografie
Leží v nadmořské výšce 53 metrů na pomezí hustě osídlené a zemědělsky intenzivně využívané pobřežní nížiny, respektive Šaronské planiny, a kopcovitých oblastí podél Zelené linie oddělujících vlastní Izrael v mezinárodně uznávaných hranicích od okupovaného Západního břehu Jordánu. Severně od obce do pobřežní nížiny vstupuje vádí Nachal Bachan. Na jižní straně je to Nachal Šechem.
Obec se nachází 15 kilometrů od břehu Středozemního moře, cca 35 kilometrů severovýchodně od centra Tel Avivu, cca 53 kilometrů jižně od centra Haify a 15 kilometrů jihovýchodně od města Chadera. Bat Chefer obývají Židé, přičemž osídlení v tomto regionu je etnicky smíšené. Západním směrem v pobřežní nížině je osídlení ryze židovské. Na sever a jih od obce ovšem leží téměř souvislý pás měst a vesnic obývaných izraelskými Araby – takzvaný Trojúhelník (nejblíže jsou to města Kalansuva a Zemer). Bat Chefer leží přímo na Zelené linii a za ní stojí arabské (palestinské město) Tulkarm.
Bat Chefer je na dopravní síť napojen pomocí místní komunikace 5714. Západně od obce probíhá také dálnice číslo 6 (Transizraelská dálnice).

## Dějiny
Bat Chefer byl založen v roce 1996. Na místě nynější osady se rozkládal v 50.-60. letech 20. století kibuc Jad Chana Seneš, vzniklý odštěpením části obyvatel nedalekého kibucu Jad Chana. V roce 1972 byl ale rozpuštěn a jeho jediným pozůstatkem je budova centra mládeže. Obec Bat Chefer byla zřízena rozhodnutím vlády roku 1995 jako součást projektu Jišuvej ha-Kochavim, v jehož rámci vyrostlo na pomezí Izraele a Západního břehu Jordánu několik nových městských sídel. Stavební práce začaly roku 1995 a k vzniku obce pak došlo 31. července 1996, kdy se sem nastěhovalo prvních 10 rodin. První osadníci zde zhruba měsíc pobývali bez přívodu elektřiny a vody.
Původně mělo být nové sídlo nazváno Socho (סוכו), podle stejnojmenného starověkého židovského sídla, které se tu připomíná v Bibli, ale na návrh Amose Deganiho, tehdejšího starosty Oblastní rady Emek Chefer bylo přijato nynější pojmenování. V současnosti jde o nejlidnatější členskou obec Oblastní rady Emek Chefer. Má městský charakter, třebaže formálně jde stále o vesnické sídlo. Většina obyvatel je sekulární. Nábožensky orientované rodiny tvoří cca 10 % populace.
Správní území obce dosahuje cca 950 dunamů (0,95 kilometru čtverečního). V obci fungují zařízení předškolní péče, základní škola, synagoga, společenské centrum, knihovna, zdravotní středisko, několik zubních ordinací, poštovní úřad a sportovní areály.
Koncem 20. století byl Bat Chefer oddělen od sousedních palestinských oblastí Západního břehu Jordánu Izraelskou bezpečnostní bariérou. V tomto úseku bezpečnostní bariéra vyrostla v předstihu před ostatními hraničními lokalitami, kde její budování probíhalo až od počátku 21. století. Popudem k její výstavbě byly palestinské nepokoje v září 1996, související s kontroverzní výstavbou tunelu v historickém jádru Jeruzalému. Během druhé intifády byla bariéra posílena a do roku 2006 dobudována jako několikametrová, betonová zeď.

## Demografie
Podle údajů z roku 2014 tvořili naprostou většinu obyvatel v Bat Chefer Židé (včetně statistické kategorie "ostatní", která zahrnuje nearabské obyvatele židovského původu ale bez formální příslušnosti k židovskému náboženství).
Jde o menší sídlo městského typu s populací, která po počátečním nárůstu začala po roce 2005 stagnovat. K 31. prosinci 2017 zde žilo 5400 lidí.
| Rok            | 2001  | 2003  | 2004  | 2005  | 2006  | 2007  | 2008  | 2009  | 2010  | 2011  | 2012  | 2013  | 2014  | 2015  | 2016  | 2017  |
| -------------- | ----- | ----- | ----- | ----- | ----- | ----- | ----- | ----- | ----- | ----- | ----- | ----- | ----- | ----- | ----- | ----- |
| Počet obyvatel | 4 348 | 4 838 | 5 081 | 5 292 | 5 423 | 5 435 | 5 540 | 5 225 | 5 300 | 5 400 | 5 500 | 5 500 | 5 500 | 5 400 | 5 400 | 5 400 |

- údaje od r. 2010 zaokrouhleny na stovky